# Formicinae
Formicinae – podrodzina mrówek obejmująca ponad 4000 gatunków.
Mrówki te mają głowę z szerokim nadustkiem, a rowkami czułkowymi położonymi daleko od jej przedniej krawędzi i pochylonymi ku jej linii środkowej. Większość ma dobrze rozwinięte oczy, a część także przyoczka. Panewki czułkowe często są ukryte pod listewkami czołowymi. Wąska, oskórkowa beleczka zamyka panewki ich tylnych bioder. Pomostek zbudowany jest tylko z jednego segmentu o całkowicie zlanych tergum i sternum. Przedżołądek jest całkiem zesklerotyzowany. Żądła brak lub występuje w formie szczątkowej i niefunkcjonalnej. Jeśli jest obecne to lancety nie są z nim stawowo połączone. Zbiornik na jad jest powiększony i wyspecjalizowany w produkcji kwasu mrówkowego. Ujście owego zbiornika, zwane acidoporem, położone jest na szczycie hypopygium, ma formę U-kształtną lub okrągłą i zwykle otacza je wieniec szczecinek. Czasem jest ono ukryte pod pygidium.
Mrówki z tej podrodziny posiadają niektóre prymitywne cechy jak kokony wokół larw (nie występują u wszystkich gatunków), obecność przyoczek u robotnic. Niektóre gatunki posiadają wysoko rozwinięte zachowanie polegające na korzystaniu z niewolników.
Budują przeważnie gniazda podziemne jednak część gatunków zamieszkuje również drzewa.

## Systematyka
W 2016 opublikowane zostały wyniki badań filogenetycznych tej podrodziny autorstwa P.S. Warda i współpracowników. Wyróżnia się na ich podstawie 11 plemion:
- Camponotini Forel, 1878
- Formicini Latreille, 1809
- Gesomyrmecini Ashmead, 1905
- Gigantiopini Ashmead, 1905
- Lasiini Ashmead, 1905
- Melophorini Forel, 1912
- Myrmelachistini Forel, 1912
- Myrmoteratini Emery, 1895
- Oecophyllini Emery, 1895
- Plagiolepidini Forel, 1886
- Santschiellini Forel, 1917

W skład podrodziny Formicinae wchodzą ponadto następujące wymarłe rodzaje, nieprzyporządkowane do żadnego plemienia:

- †Attopsis Heer, 1850
- †Camponotites Steinbach, 1967
- †Curtipalpulus Hong, 2002
- †Drymomyrmex Wheeler, 1915
- †Eoleptocerites Hong, 2002
- †Eurytarsites Hong, 2002
- †Fonsecahymen Martins-Neto & Mendes 2002 [6]
- †Fushuniformica Hong, 2002
- †Huaxiaformica Hong, 2002
- †Imhoffia Heer, 1850
- †Kyromyrma Grimaldi & Agosti, 2000
- †Leptogasteritus Hong, 2002
- †Liaoformica Hong, 2002
- †Longiformica Hong, 2002
- †Magnogasterites Hong, 2002
- †Orbicapitia  Hong, 2002
- †Ovalicapito Hong, 2002
- †Ovaligastrula Hong, 2002
- †Protrechina Wilson, 1985
- †Sinoformica Hong, 2002
- †Sinotenuicapito Hong, 2002
- †Wilsonia Hong, 2002